# ریکاورته (کوندینامارکا)
ریکاورته (انگلیسی: Ricaurte, Cundinamarca) نام شهری در کشور کلمبیا است.